# 烏魯克溝

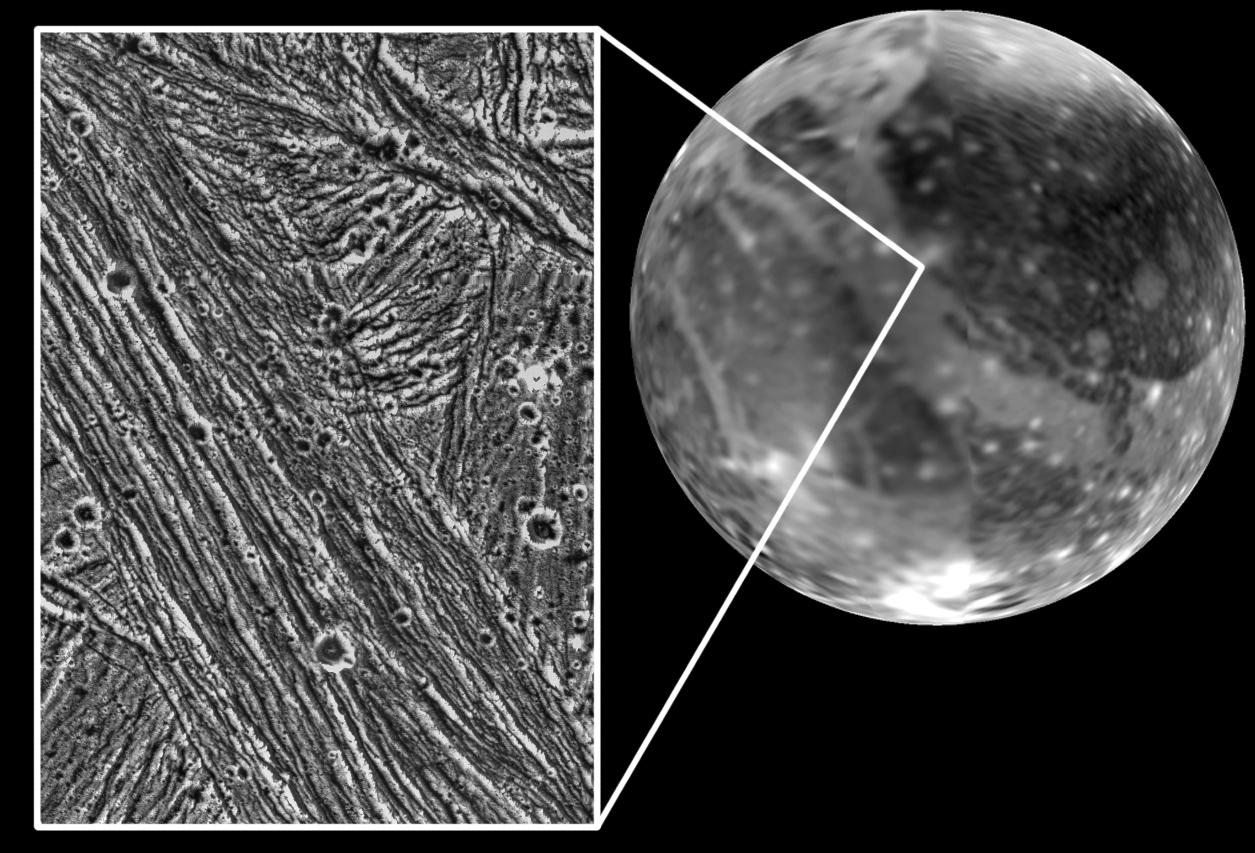
木衛三上烏魯克溝的部分區域。該影像顯示了這個位於木衛三明亮區域溝槽地形的細節特徵。它是木衛三的主要地形特徵之一。

烏魯克溝（Uruk Sulcus，Sulcus在行星地質學上是指多個長而平行的溝）是木星衛星木衛三上的明亮溝槽區。長2200公里，中心座標0.8N°，160.3W°。以古代美索不達米亞的城邦烏魯克命名。位於木衛三的伽利略區邊緣。這個區域的年代被認為比木衛三上由暗色物質組成的區域晚。